# Zenos Cars

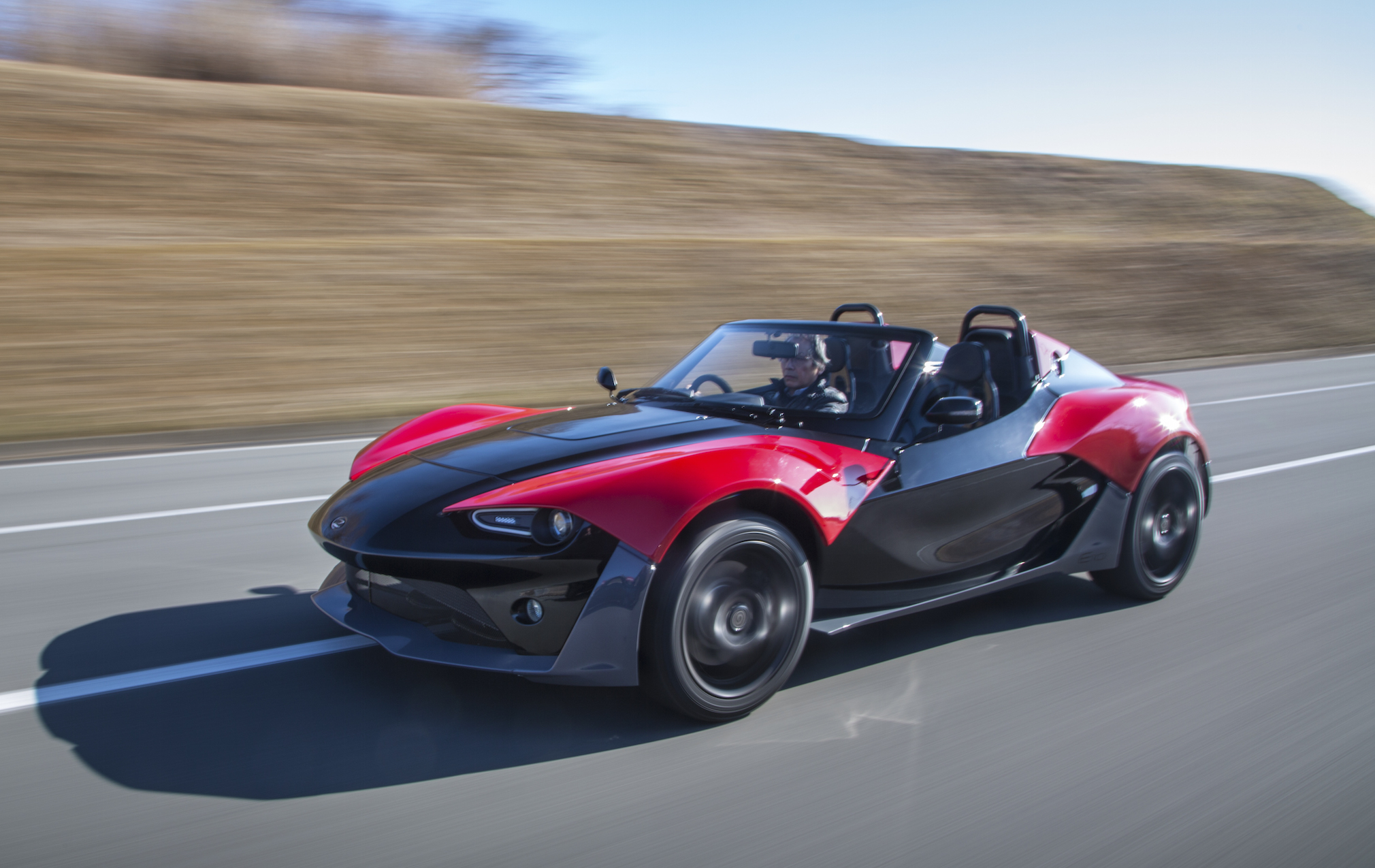
Zenos

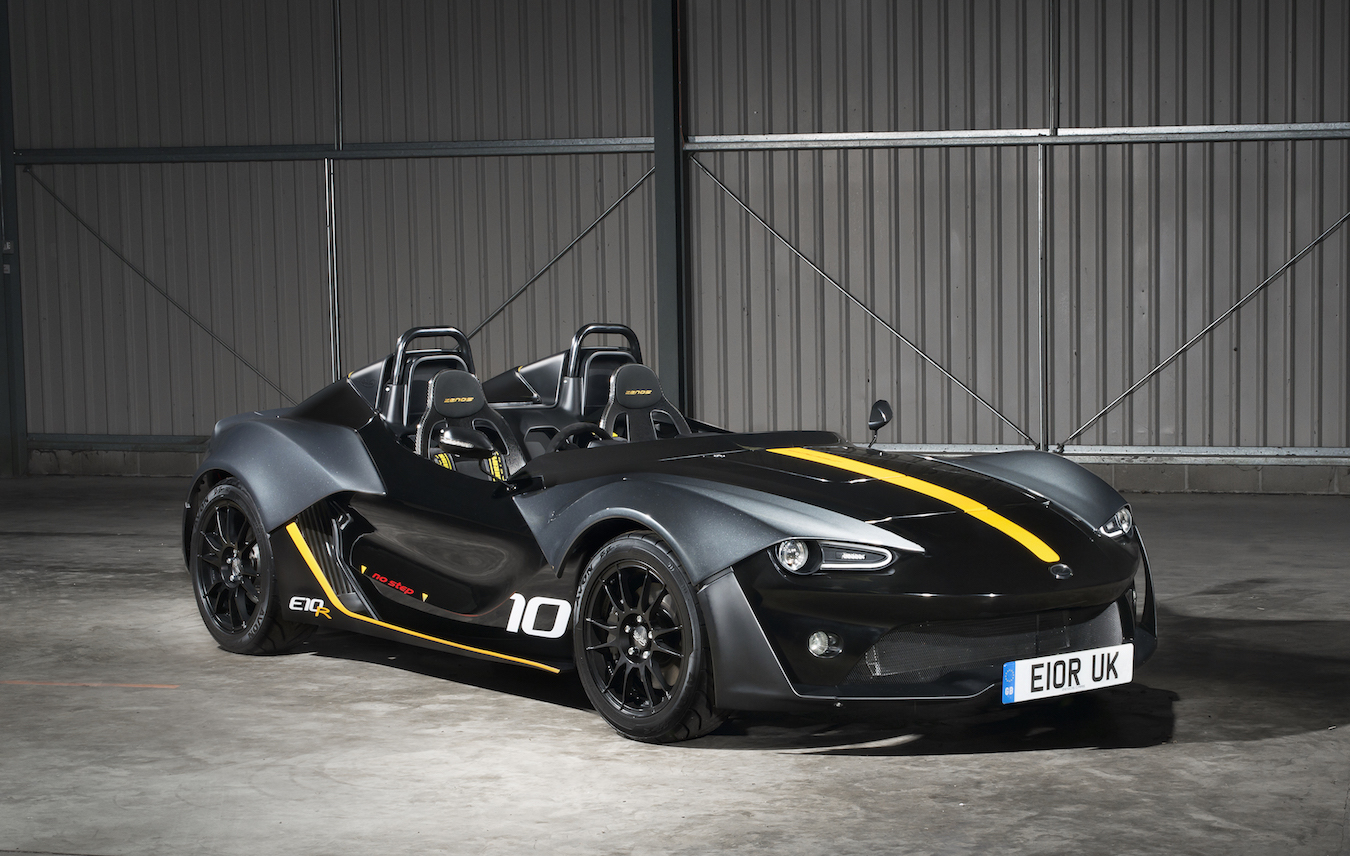
Zenos E10 R

Zenos Cars Limited, vorher Niche Vehicles Services Limited, ist ein Kleinserien-Autohersteller aus dem Vereinigten Königreich.

## Unternehmensgeschichte
Mark Duncan Edwards und Jacqueline Byrne gründeten Niche Vehicles Services Limited am 22. Mai 2012. Sitz war zunächst in Stansted Mountfitchet in der Grafschaft Essex. Weitere Direktoren wurden Rosamund Ali sowie Ansar Ali am 16. November 2012, Stewart Charles Porter am 10. Februar 2014, Andrew Daniel Wolfson am 19. September 2014 und John Hughes ebenfalls am 19. September 2014. Dafür traten Rosamund Ali sowie Jacqueline Byrne am 10. Juni 2014 sowie Ansar Ali am 31. August 2015 von ihren Direktorenposten zurück. Am 12. Mai 2014 zog das Unternehmen nach Wymondham in Norfolk. Am 12. Juni 2014 erfolgte die Umfirmierung in Zenos Cars. Sie stellen Automobile her. Der Markenname lautet Zenos.
Die Fahrzeuge werden auch nach Belgien, China, Frankreich, Italien, Japan, Niederlande, in die Schweiz und in die USA exportiert. Die deutsche Autozeitschrift auto motor und sport berichtete bereits über die Fahrzeuge.

## Fahrzeuge
Im Angebot stehen drei verschiedene Ausbaustufen des Modells Zenos E10. Vierzylinder-Ottomotoren aus der Baureihe der Ford-EcoBoost treiben die Fahrzeuge an.
Der Motor des Zenos E10 leistet 147 kW (200 PS). Es ist ein offener Zweisitzer mit Straßenzulassung.
Der Motor des Zenos E10 S hat 2000 cm³ Hubraum und 184 kW (250 PS). Das Fahrzeug beschleunigt in vier Sekunden von 0 auf 100 km/h und erreicht eine Höchstgeschwindigkeit von 233 km/h.
Der Zenos E10 R hat einen Motor mit 2300 cm³ Hubraum und 260 kW (350 PS). Durch sein leichtes Gewicht von 750 kg beschleunigt der Wagen in 3,0 Sekunden auf 100 km/h und erreicht eine Höchstgeschwindigkeit von 249 km/h.